# 斐济国家橄榄球联盟队
斐济国家橄榄球联盟队（英語：Fiji National Rugby Union Team），绰号为「飞行斐济人」，主教练是约翰·麦基（John McKee）。
他们在1987年和2007年的比赛中表现最好，分别击败了阿根廷和威尔士进入八强。